# Omboztelke
Omboztelke románul: Mureșenii de Câmpie, falu Romániában, Erdélyben, Kolozs megyében.

## Fekvése
Széktől délkeletre fekvő település.

## Története
Omboztelke, Omboz Árpád-kori település. Nevét már 1230-ban említette oklevél p. Ombuzteleke néven III. Béla király oklevelében, aki Ombozt Lob és Tamás testvéreknek, a Wassok ősének adta, és az adományt Béla herceg 1230-ban meg is erősítette Lob fia Chama részére, majd 1324-ben Károly Róbert király átírta az adományt a Sukiak részére.
1329-ben Suki Mihály faluja volt, melyet Tamás erdélyi vajda kirabolt és lakóin hatalmaskodott  (Gy 2: 83). 1438-ban Szavai Domokost királyi parancsra örök adomány címén beiktatták Ombozba.
1444-ben Omboz-i Benedek és Kis Imre, Wass László familiárisai. (ü: Cege)
1450-ben Omboz felét kitevő birtokrészét Suki Mihály 35 Ft-ban zálogba adta  Zalaházi Jánosnak és Lászlónak. 1468-ban Mátyás király parancsára Ombozon a volt Suki-birtokba beiktatták Csupor Miklós vajdát. 1474-ben Ombozi Székely Zsigmond eljárt a Sukiak ügyében. 1479-ben Omboz-on a Sukiak is részbirtokosok. Ombozy Miklós végrendeletében az Omboz-i Szent Katalin templomnak tíz ménesbeli lovat adott. 1529-ben Báthory István bérbeadta az ombozi, nagy-, kisdevecseri és szováti dézsmát Galaczi Istvánnak.
A trianoni békeszerződés előtt Kolozs vármegye Mocsi járásához tartozott.
1910-ben 411 lakosából 15 magyar, 18 német, 378 román volt. Ebből 7 római katolikus, 378 görögkatolikus, 7 református, 18 izraelita volt.

## Források

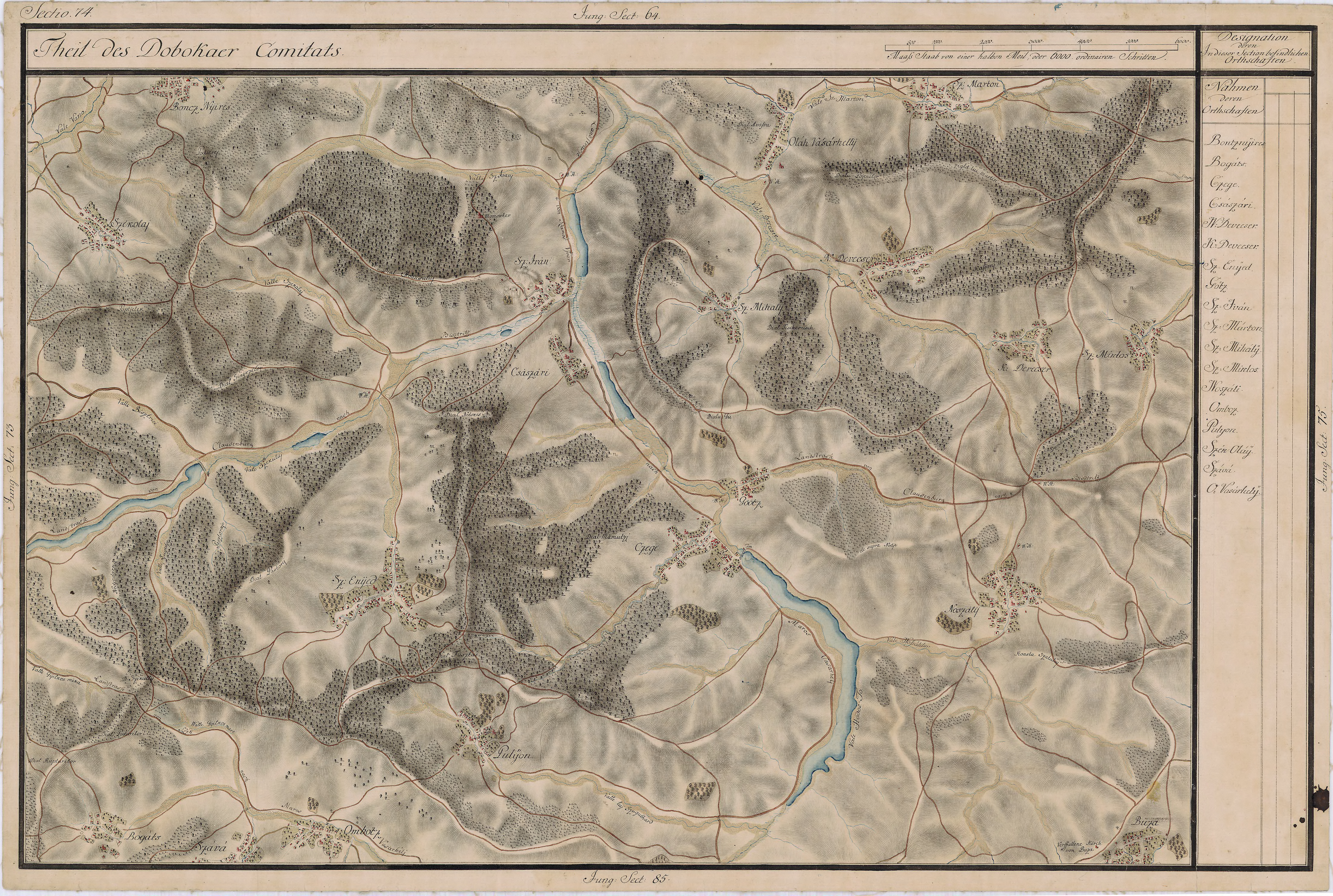
Omboztelke egy régi térképen

## Látnivalók
- Szent Péter-fatemplom